# شیروایشی-کو، ساپورو
شیروایشی-کو (به لاتین: Shiroishi-ku) یک منطقهٔ مسکونی در ژاپن است که در ساپورو واقع شده‌است. شیروایشی-کو ۴۶٫۳۵ کیلومتر مربع مساحت و ۲۰۵٬۳۶۳ نفر جمعیت دارد.